# Orgelkorall
Orgelkorall (förekommer som namn på såväl denna art som släktet)(Tubipora musica) är en korallart som beskrevs av Carl von Linné 1758. Tubipora musica ingår i släktet Tubipora, och familjen Tubiporidae. IUCN kategoriserar arten globalt som nära hotad. Inga underarter finns listade.
Orgelkorallen har fått sitt namn av kolonins röda skelett som bildas av sammankittade spicula, rörformat anordnade som orgelpipor. Genom plattformar, från vilka nya polyper utväxter, sammanbinds rören med varandra. Botten av rören förkalkas efterhand så att hos äldre orgelkoraller endast allra översta delen är levande. Polyperna är gröna.
Orgelkoraller förekommer i korallreven i Stilla havet och Indiska oceanen.

## Bildgalleri

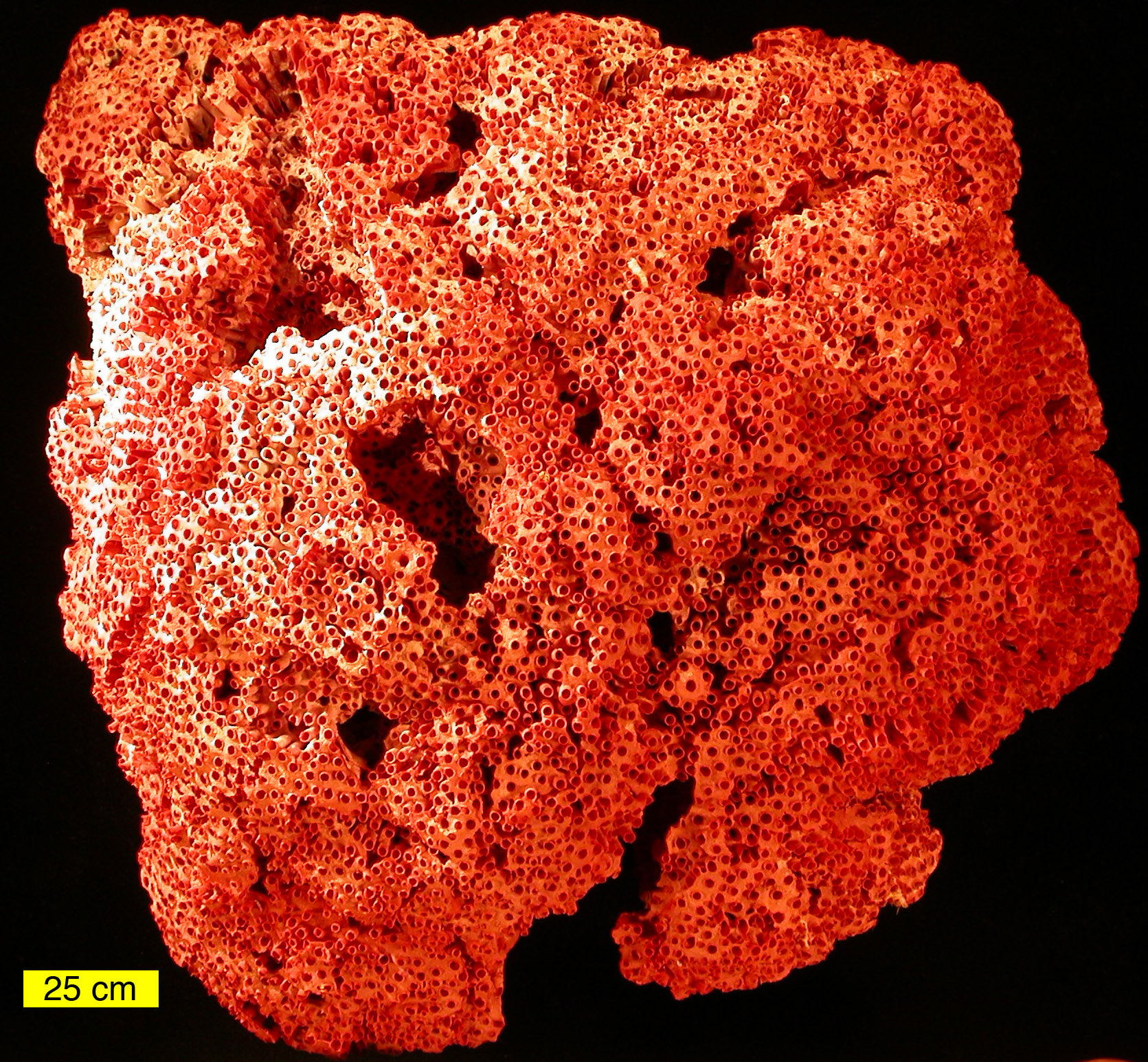